# Богданов, Еллий Анатольевич
Еллий Анатольевич Богданов (5 [17] мая 1872, Москва — 14 октября 1931, Москва) — русский советский зоолог, один из основоположников зоотехнии в России и СССР. Исследователь кормления и разведения сельскохозяйственных животных. Профессор Московского сельскохозяйственного института (с 1908).

## Биография
Родился 5 (17) мая 1872 года в Москве в семье русского зоолога и антрополога Анатолия Петровича Богданова и Елены Васильевны Богдановой (Полеваевой). Был четвёртым и самым младшим ребёнком в семье. В детстве из-за длительной болезни матери и большой занятости отца за Еллием часто присматривал старший брат Владимир. Он же занимался подготовкой Еллия к поступлению в гимназию Ф. И. Креймана, куда тот успешно поступил в 1882 году.
Отец Анатолий Петрович и брат Владимир оказали сильное влияние на выбор Еллием будущей профессии, зародив в нём желание стать биологом. С самого детства он часто бывал в лесистой местности Измайлово, где его отец организовал в 1864 году подмосковную пасеку. А. П. Богданов заботился о том, чтобы кругозор детей расширялся, а их любознательность была достойным образом удовлетворена. Еллий читал книги русских классиков и иностранных авторов на языках оригиналов. Как и Владимир, часто ездил с отцом в зарубежные поездки. Например, в 1889 году А. П. Богданов брал с собой сына на Всемирную выставку в Париже, на которой демонстрировались технические и технологические достижения. Об одной из поездок Еллий вспоминал: «Мы посетили Германию, Францию, Австрию, Швейцарию, Голландию и Бельгию. Притом чрезвычайно много городов, что под конец даже утомило. Нечего говорить, что одно такое путешествие даст чрезвычайно много, несравненно больше, чем кипы прочитанных книг. Дрезденская галерея, Лувр, Берлинский музей, ряд научных учреждений во всех городах Европы, всё это дало много пищи моему уму и воображению».
В 1890 году поступил на естественное отделение физико-математического факультета Московского университета, который окончил в 1895 году с дипломом 1-й степени. Был удостоен золотой медали Московского университета за студенческую работу «Биологические наблюдения над копрофагами Петровско-Разумовского».
Был командирован в Германию для изучения общей зоотехнии и в 1897 году стал преподавателем зоотехнии в Московский сельскохозяйственный институт (ТСХА), где работал до конца своей жизни.
Одним из первых Е. А. Богданов исследовал вопрос об участии белков в образовании жира в организме, защитив в 1909 году в Петербургском университете диссертацию на степень магистра зоологии: «О прямом и косвенном участии белков в образовании жира». Осенью 1910 года был определён адъюнкт-профессором по кафедре общей зоотехнии; с января 1913 года — профессор и заведующий этой кафедрой.
В 1902 году он организовал при институте лабораторию общей зоотехнии, а в 1913 году основал зоотехническую опытную станцию, ставшую центром исследований по зоотехнии в СССР.
Е. А. Богданов развил учение о питательности кормов и нормировании кормления, установив в 1922—1923 годах советскую кормовую единицу. Им были предложены оригинальные методы определения питательности кормов; корма стали оцениваться не только по их общей питательности, но и по содержанию в них белков, витаминов и минеральных веществ.
Учение Е. А. Богданова о типах телосложения сельскохозяйственных животных стало основой их экстерьерной оценки. Пропагандировал устаревшую идею о наследовании приобретенных признаков. Разработал важнейшие принципы выращивания молодняка сельскохозяйственных животных.
В 1930 году в связи с приходом нового руководства и преобразованием зоотехнического факультета Сельскохозяйственной академии в Институт мясомолочного скотоводства, началась политическая травля профессора Е. А. Богданова за так называемый «правый уклон». В частности, в № 38—39 газеты «Тимирязевка» от 3 декабря 1930 года была опубликована статья «Довольно „истин“ правых, довольно „учёного“ мракобесия! Требуем изъятия книг проф. Богданова, разоблачения богдановщины», в которой он обвинялся якобы от лица своих студентов. В одном из ответов на типичные для того времени «обличительные» выпады, профессор Е. А. Богданов писал: «В одном только лица, руководившие обвинениями против меня, оказались правы. Они верно поняли, что для старого преподавателя нет большего оскорбления, как через студентов, которых он привык считать товарищами, уважать и любить. Они поняли, что попытка отнять у него возможность работать, да ещё в момент теперешней тяжёлой борьбы за строительство, и отнять под лозунгом борьбы с теми, против кого он сам борется, будет наибольшим, наиболее действительным ударом. Но какая во всем этом низость!»
Оказавшись не у дел и остро переживая несправедливые обвинения, умер 14 октября 1931 года в Москве. Похоронен на Дорогомиловском кладбище. В 1940 г., после объявления о ликвидации кладбища, вдова Богданова перезахоронила останки мужа рядом с его отцом в некрополе Новодевичьего монастыря.

## Труды
Е. А. Богдановым было опубликовано около 200 книг и брошюр по вопросам кормления и разведения сельскохозяйственных животных. Основные труды были посвящены теории подбора животных и разведению по линиям, проблеме развития мясного животноводства в СССР и, в первую очередь, свиноводства:
- Кормление молочных коров, их содержание, доение в связи с организацией стада и всего молочного дела. — М., 1910
- Откармливание сельскохозяйственных животных. — М., 1911
- Выращивание и откорм свиней. — 2-е изд. — М.—Л., 1932
- Техника откорма крупного рогатого скота. — 3-е изд. — М., 1933
- Происхождение домашних животных. — М., 1937.
- Как можно ускорить совершенствование и создание племенных стад и пород (Разведение по линиям). — 3-е изд. — М., 1938
- Обоснование принципов выращивания молодняка крупного рогатого скота. — М., 1947
- Избранные сочинения. — М., 1949

Кроме научных трудов, Е. А. Богданов написал много научно-популярных книг и брошюр.

## Семья
Отец — Анатолий Петрович Богданов (1834—1896). Оказал большое влияние на выбор будущей профессии своего сына Еллия. Мать — Елена Васильевна, урождённая Полеваева — из дворянской семьи помещиков Воронежской губернии. У них родилось четверо детей — трое сыновей и дочь:
- Владимир Анатольевич (1865—1931) — с 1914 года священнослужитель, последние годы жизни находился на иждивении своего брата Еллия Анатольевича.
- Ор[Комм 1] Анатольевич (1867—1875) — умер в возрасте семи лет от тяжёлой болезни. Его смерть стала большой трагедией для всей семьи. По воспоминаниям Еллия Богданова, «первым важным событием в моей жизни является и самое тяжёлое. В 1875 году, когда мне только что исполнилось три года, умер мой брат, необыкновенно развитый и симпатичный мальчик, к которому я успел привязаться, несмотря на мой незначительный возраст.»[3]
- Ольга Анатольевна (1868—?) — писала детские рассказы, посвятила себя изучению творческого наследия своего отца и разбору его архива.

Мемориальная доска

Еллий Анатольевич (1872—1931) был четвёртым и самым младшим ребёнком в семье. Жена — Наталья Ивановна Богданова.

## Память
В Москве на учебном корпусе сельскохозяйственной академии имени К. А. Тимирязева (Тимирязевская улица, № 52), где Е. А. Богданов работал в 1897—1931 годах, установлена мемориальная доска.

## Комментарии
1. ↑  Был назван редким именем, дважды встречающимся в Священном писании. В переводе на русский язык означает: чистота, белизна, непорочность.